# Johannes Gustavsson
Erik Johannes Gustavsson, född 23 augusti 1975 i Trollhättan, är en svensk dirigent och violast.
Johannes Gustavsson är uppvuxen i Dottevik i Arvika och numera bosatt utanför samma stad. Han utbildade sig vid Norges musikhögskola, först som musiker på viola, sedan som dirigent med Ole Kristian Ruud som huvudlärare. Han har spelat i Det Norske Kammerorkester.
Som dirigent har Johannes Gustavsson lett många av de professionella symfoniorkestrarna i Norden. Han blev 2003 den förste vinnaren av Svenska dirigentpriset. Året därpå vann han andra pris i den internationella Georg Solti-tävlingen. Han blev 2008 den första att tilldelas Herbert Blomstedts dirigentpris av Kungliga Musikaliska Akademien och fick samma år publikens pris vid Toscanini-tävlingen i Taormina. Säsongen 2010/11 kommer han att vara konstnärlig rådgivare och återkommande dirigent för Nordiska Kammarorkestern i Sundsvall. Läsåret 2010/11 är han också dirigent och lärare vid Musikhögskolan Ingesund (Karlstads universitet). Gustavsson verkar som konstnärlig partner vid Uleåborgs symfoniorkester tillsammans med Anna-Maria Helsing under säsongen 2012/13.
Johannes Gustavsson är gift med den norsk-svenska violasten och barnboksillustratören Ane Gustavsson. Hon har varit alternerande stämledare i Göteborgs Symfoniker och är nu lärare i viola vid Musikhögskolan Ingesund. Som illustratör har hon samarbetat med Christine Falkenland och Lennart Hellsing.